# Брюггліфельд (стадіон)
«Брюггліфельд» (нім. «Stadion Brügglifeld») — футбольний стадіон у комуні Зур, Швейцарія, домашня арена ФК «Арау».
Стадіон відкритий 1924 року. Для організації та фінансування будівництва арени у 1922 році було створено кооператив «Cooperative Brügglifeld», до складу якого ввійшло 50 членів. Кооператив досі існує і займається питаннями експлуатації стадіону. 1929 року була повністю спалена дерев'яна трибуна, яка протягом кількох місяців була відновлена. У 1982 році була споруджена нова трибуна, яка у 1990-х роках перебудована. Тоді ж було зведено нову малу трибуну. 2010 року була здійснена капітальна реконструкція арени, у ході якої було демонтовано стару трибуну, а замість неї споруджено нову, накриту дахом. Було замінено газон, встановлено системи дренажу поля та освітлення. У 2003 році реконструйовано підтрибунні приміщення, де облаштовано роздягальні та конференц-зал. 
2005 року місцеві мешканці на референдумі не підтримали пропозиції побудови нового стадіону та торгового центру в Зурі. У 2008 році було оголошено про плани будівництва нової арени ФК «Арау» потужністю 12 000 глядачів. Щороку перед початком футбольного сезону Швейцарська футбольна асоціація ставила під питання надання клубу ліцензії через невідповідність його домашньої арени вимогам Суперліги, однак планів з будівництва нового стадіону так і не було реалізовано. Після пониження у класі «Арау» проблема наявності сучасного стадіону стала не особливо нагальною.